# Ronde van Guatemala (vrouwen)
De Ronde van Guatemala is wielerwedstrijd voor vrouwen die sinds 2001 jaarlijks in Guatemala wordt georganiseerd, naast de al langer bestaande wedstrijd voor mannen. In 2018 werd de wedstrijd voor het eerst opgenomen in de UCI-kalender, met de categorie 2.2

## Lijst van winnaressen

### Meervoudige winnaars
| Overwinningen | Renster              | Jaren            |
| ------------- | -------------------- | ---------------- |
| 3             | Evelyn García        | 2003, 2009, 2010 |
| 3             | Cynthia Lee          | 2012, 2013, 2016 |
| 2             | Gabriela González    | 2001, 2002       |
| 2             | María Dolores Molina | 2005, 2006       |

### Overwinningen per land
| Overwinningen | Land                          |
| ------------- | ----------------------------- |
| 9             | Guatemala                     |
| 4             | Colombia, Mexico              |
| 3             | El Salvador                   |
| 1             | Costa Rica, Italië, Venezuela |